# Schindlerite
La schindlerite (simbolo IMA: Shi) è un minerale rarissimo della famiglia degli "ossidi e idrossidi" con composizione chimica {(NH4)4Na2(H2O)10}{V10O28}.

## Etimologia e storia
La schindlerite prende il nome dal dottor Michael Schindler, tedesco di nascita, professore alla Laurentian University (Ontario, Canada) e che ha lavorato a lungo sulle strutture dei minerali di vanadio.
Originariamente la schindlerite era stata approvata come minerale di idronio (con in numero IMA 2012–063), ma successivamente è stata ridefinita come minerale decavanadato contenente ammonio.

## Classificazione
La schindlerite è stata riconosciuta dall'Associazione Mineralogica Internazionale (IMA) come specie minerale indipendente nel 2013, pertanto non è elencata nella classica nona edizione della sistematica dei minerali di Strunz, aggiornata dall'IMA fino al 2009.
L'edizione successiva, proseguita dal database "mindat.org" e chiamata Classificazione Strunz-mindat, elenca la schindlerite nella classe "4. Ossidi (idrossidi, V[5,6] vanadati, arseniti, antimoniti, bismutiti, solfiti, seleniti, telluriti, iodati)" e nella sottoclasse "4.H V[5,6] Vanadati"; questa viene più finemente suddivisa in base al tipo di vanadato, in modo tale da trovare il minerale nella sezione "4.HC [6]-Sorovanadati", dove è l'unico membro del sistema nº 4.HC.60.
Nella Sistematica dei lapis (Lapis-Systematik) di Stefan Weiß la schindlerite si trova nella classe degli "ossidi" e nella sottoclasse degli "ossidi di vanadio (polivanadati con V4+/5+)"; qui il minerale è nel "gruppo dei vanadati" con il numero di sistema IV/G.01 insieme a rakovanite, gunterite, lasalite, huemulite, hughesite, hummerite, bluestreakite, kokinosite, magnesiopascoite, pascoite, postite, burroite, wernerbaurite, nashite e sherwoodite.

## Abito cristallino
La schindlerite cristallizza nel sistema triclino nel gruppo spaziale P1 (gruppo nº 2) con le costanti di reticolo a = 8,5143(3) Å, b = 10,4283(5) Å, c = 11,2827(8) Å, α = 68,595(5)°, β = 87,253(6)° e γ = 67,112(5)°, oltre ad avere 1 unità di formula per cella unitaria.

## Origine e giacitura
La schindlerite si presenta come efflorescenze su arenaria nelle miniere sotterranee di un giacimento di uranio e vanadio di tipo roll-front, derivanti dall'ossidazione di associazioni di montroseite e corvusite in un ambiente umido, probabilmente controllato dalla presenza di materia organica e fasi come la pirite; la paragenesi è con calciodelrioite, gesso, huemulite, hughesite, metarossite, pascoite e rossite.
La schindlerite è rarissima ed è stata trovata solo nella sua località tipo, la miniera di "Saint Jude" (38.0658°N 108.80397°W), che si trova all'interno del distretto minerario di "Slick Rock"; nella miniera di "Burro" (contea di San Miguel) e nella miniera di "Hubbard Homestead" (contea di Mesa), tutte in Colorado (Stati Uniti).

## Forma in cui si presenta in natura
La schindlerite forma cristalli tabulari di dimensioni fino a 0,3 mm; comunemente, presentano intercrescite parallele impilate. Il minerale è trasparente con lucentezza semi adamantina; il colore è arancione, mentre quello del suo striscio sulla mattonella di prova è giallo.